# Vela de ignição

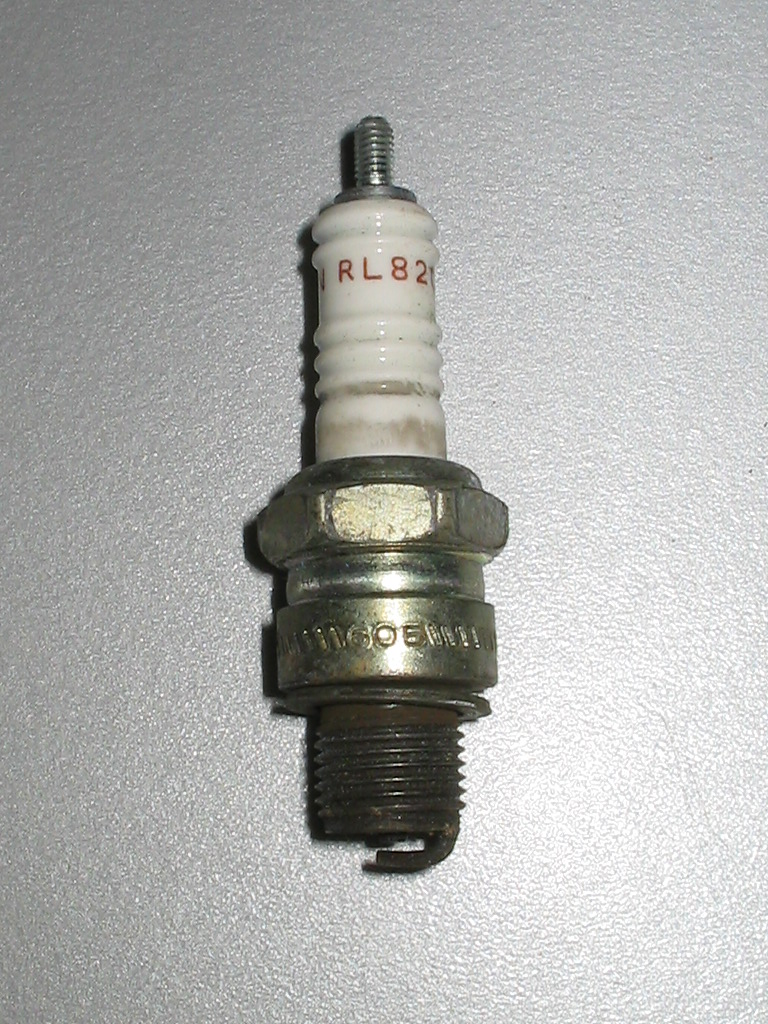
Vela de ignição

Uma vela de ignição é um dispositivo elétrico que se encaixa à cabeça do cilindro num motor de combustão interna e inflama a mistura comprimida de ar/combustível por meio de uma faísca elétrica. As velas de ignição possuem um elétrodo central isolado, o qual se conecta através de um cabo blindado a uma bobina ou magneto externo (que é ligado ao distribuidor), formando, com um terminal aterrado na base da vela, uma folga de ignição dentro do cilindro. A vela recebe a voltagem de 20 ou 30 mil Volts da bobina, através do rotor do distribuidor que, devido à propriedade de continuidade de circulação da corrente nos circuitos indutivos, faz saltar uma centelha em sua ponta. Como a ponta da vela está no interior da câmara de combustão, tal centelha provoca a explosão da mistura ar/gasolina aspirada do carburador ou injeção eletrônica, o que provoca o afastamento do pistão e consequente movimento do eixo-motriz.
As primeiras patentes para velas de ignição incluem sistemas de regulagem de ignição de Nikola Tesla, Richard Simms e Robert Bosch, em 1898. Karl Benz também é creditado pela invenção.
Motores de combustão interna podem ser divididos em motores de ignição por centelha, que requerem velas de ignição para iniciar a combustão, e motores de ignição por compressão (motores diesel), os quais comprimem a mistura ar/combustível até que ela entre em ignição espontaneamente. Motores de ignição por compressão podem usar velas aquecedoras (ou velas de incandescência) para auxiliar na partida a frio, mas essas velas são totalmente diferentes e não produzem faísca, apenas possuem um resistor interno que aquece o ar da admissão.

## História
Em 1860, Étienne Lenoir usou uma vela de ignição elétrica no seu motor a gás, o primeiro motor de pistão de combustão interna, e é geralmente creditado pela invenção da vela de ignição.
As patentes iniciais para velas de ignição incluíram as de Nikola Tesla (na patente US 609.250 para um sistema de ignição, em 1898), Richard Frederick Simms (GB 24859/1898, 1898) e Robert Bosch (GB 26907/1898). Mas somente a invenção da primeira vela de ignição de alta tensão comercialmente viável, pelo engenheiro da Robert Bosch, Gottlob Honold, em 1902, como parte de um sistema de ignição à base de magneto, possibilitou o desenvolvimento do motor de ignição por faísca. Melhorias de fabricação subsequentes também podem ser creditadas a Albert Champion, os irmãos Lodge, filhos de Sir Oliver Lodge, que desenvolveram e fabricaram a ideia de seu pai, e também Kenelm Lee Guinness, da família de cerveja Guinness, que desenvolveu a marca KLG. Helen Blair Barlett também desempenhou um papel vital em fazer o isolador, na década de 1930, criando um invólucro isolante de maior resistência.

## Tipos de motor

### Motor a gasolina
Esse tipo de motor utiliza vela de ignição por padrão, sendo responsáveis pela combustão após a compressão da mistura combustível-ar. A maioria dos motores possuem uma vela de ignição por cilindro, todavia, há casos em que se utilizam duas velas de ignição por cilindro como é o caso da série de motores Twin Spark.

### Motor Flex
As velas de ignição utilizadas em um veículo flex são componentes sofrem extremas solicitações, devido ao meio severo em que devem ser capazes de operar. Dessa maneira, o espectro de temperatura operável da vela de ignição para motores flex deve ser maior de forma a conseguir suportar as altas temperaturas geradas pela utilização do álcool e assegurar propriedades auto limpantes para prevenção da formação de fuligem gerada pela combustão da gasolina. 
A vela de ignição é um conjunto de componentes, e estes ficam mais complexos em relação as propriedades dos materiais dos eletrodos, visto que estes devem cumprir todos os requerimentos de utilização em motores do tipo flex. Dessa forma, pode-se citar diversos tipos de materiais que foram utilizados até então como ligas (níquel-ítrio, níquel-alumínio e manganês-silício) e metais puros (níquel, prata e alumínio). Entretanto, pode-se afirmar que as velas de ignição compostas por níquel-ítrio são as que apresentam melhor custo-benefício quando comparadas em relação as que são compostas por outros materiais.

### Motor a Diesel
Motores a diesel não necessitam a utilização de velas de ignição para realizarem a combustão, estes dependem somente da compressão que aumenta a temperatura do ar até o momento que o diesel for introduzido e ocorrer a combustão espontânea do diesel em decorrência da mistura com o ar quente altamente pressurizado.

## Componentes

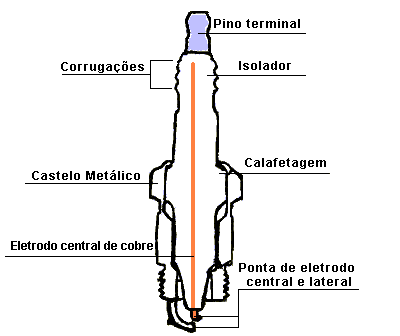
Diagrama de uma vela de ignição.

- Pino terminal: local onde o cabo do distribuidor é acoplado.
- Corrugações: esta é a zona onde estão presentes as cinco corrugação, que servem pra aumentar a distância de isolamento evitando a descarga elétrica.
- Castelo Metálico: é galvanizado e cromado para melhor resistência corrosão.
- Isolador: fabricado de cerâmica de alumina altamente pura, proporcionando assim melhor isolamento elétrico e dissipação térmica.
- Calafetagem: feita com um pó especial e anéis metálicos para diminuir a possibilidade de escape de gases, gerando um grau térmico uniforme.
- Eletrodo central de cobre: dissipa rapidamente grande quantidade de calor e está profundamente embutido na ponta de níquel.
- Ponta de eletrodo central e lateral: feitos de liga de níquel o que diminui a possibilidade de desgaste prematuro e corrosão.[5]

## Funcionamento
O distribuidor envia uma alta voltagem situada entre 20 mil e 30 mil volts à vela, sendo assim, é de suma importância que o corpo seja fortemente isolado, isso evita o fenômeno chamado “flash over” que afeta o seu desempenho e funcionamento normal.
A alta tensão é conduzida pelo interior da vela até chegar na folga existente entre o eletrodo central e o eletrodo lateral, esse é o local onde ocorre a centelha, provocando a explosão do combustível altamente comprimido no interior da câmara de combustão. 
Isso poderia afetar o corpo da vela, entretanto ela possui uma grande capacidade de absorção e dissipação de calor para suportar as temperaturas em que trabalha (450 °C até 850 °C).

## Aplicação
Nas lâmpadas a vapor de sódio, a vela de ignição, denominado ignitor,é usado como um dispositivo auxiliar na falta de um mecanismo de acendimento próprio. Tem a finalidade de gerar pulsos de tensão, fechando o arco elétrico, ionizando o ar e realizando o acendimento da lâmpada, cessando o seu funcionamento logo após a lâmpada estar acesa. Podem ser usados dentro de uma luminária ou em conjunto com um balastro.